# Lumbrineris luti
Lumbrineris luti är en ringmaskart som beskrevs av Miles Joseph Berkeley 1945. Lumbrineris luti ingår i släktet Lumbrineris och familjen Lumbrineridae. Inga underarter finns listade i Catalogue of Life.